# Trondheim
Trondheim (em norueguês: Trondheim; pronúncia /ˈtrɔ̂n(h)æɪm/;  ouvir pronúncia) ou Trontêmio (em latim: Trundum, Tronthemium) é a terceira maior cidade da Noruega. 
Está situada na margem sul do interior do fiorde de Trondheim, na foz do rio Nidelva.
Tem 497 km² de área e uma população de cerca 205 163 habitantes (2020). 

É a sede da comuna de Trondheim e a maior cidade do condado de Trøndelag.  
Alberga a Universidade Norueguesa de Ciência e Tecnologia (NTNU), a segunda maior da Noruega, e a Catedral de Nidaros, a igreja mais importante do país.

Foi fundada em 997 e já teve os nomes de Nidaros e Trondhjem.
Em sua fundação, era um entreposto comercial, e foi capital da Noruega durante a Era Viquingue até 1217. A partir de 1152 até 1537, foi sede da Arquidiocese de Nidaros, e permanece como a sede da Diocese de Nidaros e da Catedral de Nidaros. O atual município formou-se 1964, quando fundiu-se com Byneset, Leinstrand, Strinda e Tiller.

## História
Trondheim foi fundada, de acordo com a história, pelo rei Olavo I em 997, mas há indícios que já existiam ali algumas povoações de proporções consideráveis. A cidade foi capital da Noruega de 1030 até 1217. Em 1070, começaram as obras de construção da catedral sobre o túmulo de Santo Olavo.
A região é habitada há milhares de anos, e preserva gravuras rupestres e traços das culturas Nøstvet e Lihut e da cultura da cerâmica cordada.
Nos tempos antigos, os reis noruegueses eram coroados na Øretinget em Trondheim. Haroldo Cabelo Belo (865–933) foi coroado na cidade, assim como seu filho Haquino I. A Batalha de Kalvskinnet ocorreu em Trondheim em 1179. O rei Sverre Sigurdsson e seu exército foram vitoriosos contra Erling Skakke, um rival ao trono. Trondheim foi a sede da Arquidiocese de Nidaros a partir de 1152. Com a introdução do protestantismo luterano em 1537, o último arcebispo, Olav Engelbrektsson, teve que fugir da cidade para a Holanda.
A cidade sofreu vários incêndios durante a sua história, dado os edifícios serem principalmente feitos de madeira. A maioria dos incêndios causaram danos severos. Grandes incêndios devastaram a cidade nos anos 1598, 1651, 1681, 1708, 1717 (dois no mesmo ano), 1742, 1788, 1841 e 1842. Em 1651, o fogo destruiu 90% de todos os edifícios da cidade. O incêndio de 1681 levou a uma quase total reconstrução da cidade, supervisionada pelo General, Johan Caspar von Cicignon, de Luxemburgo. Ele rompeu completamente com a antiga estrutura urbana da idade média, criando ruas largas e retas para impedir novos incêndios de grandes proporções.
Após o Tratado de Roskilde, em 26 de fevereiro de 1658, Trondheim e o resto de Trøndelag, tornaram-se partes do território sueco por um curto período, sendo reconquistada 10 meses depois. O conflito foi finalmente resolvido pelo Tratado de Copenhague em 27 de maio de 1660.
Durante a II Guerra Mundial, Trondheim foi ocupada pela Alemanha nazista em 9 de Abril de 1940, o primeiro dia da invasão na Noruega, até o fim da guerra na Europa em 8 de Maio de 1945. Durante esse tempo os alemães transformaram a cidade e seus arredores em uma importante base de submarinos (DORA 1), e também elaboraram um projeto para construir uma nova cidade para 300 000 habitantes Neu Drotheim (Nova Trondheim), cerca de 15 km a sudoeste de Trondheim. Essa nova metrópole seria acompanhada por uma maciça expansão da base naval já existente. Hoje, há poucos vestígios físicos desse enorme projeto de construção.

### Nome da cidade
O nome original da cidade, "Nidaros", significando Foz do rio Nid, foi dado por Olav Tryggvason em 997. No fim da Idade Média, a cidade começou a ser também chamada "Kaupangen i Trønderheimen", ou de forma abreviada "Trondheim" ou "Tronhjæm". No final da Idade Média, as pessoas começaram a designar a cidade apenas por "Trondheim". No período dano-norueguês, o nome da cidade foi escrito como "Trondhjem".
No período de 1925-1930, o nome de várias cidades norueguesas sofreu modificações como parte do nacionalismo linguístico da época. Através de uma lei, em 14 de Junho de 1929, foi decidido que a cidade passaria a se chamar Nidaros a partir de 1 de Janeiro de 1930. O nome foi restaurado a fim de reafirmar a ligação da cidade com seu passado glorioso, apesar de que um referendo realizado em 1928 sobre a mudança de nome, obteve 17 163 votos contrários ao nome Nidaros. A indignação pública levou a uma nova batalha no parlamento. A disputa terminou com um compromisso, uma lei de 6 de Março de 1931, com efeitos imediatos, retornava com o nome medieval de Trondheim. Contudo, o nome da diocese permanece como Diocese de Nidaros.

## Geografia

### Clima

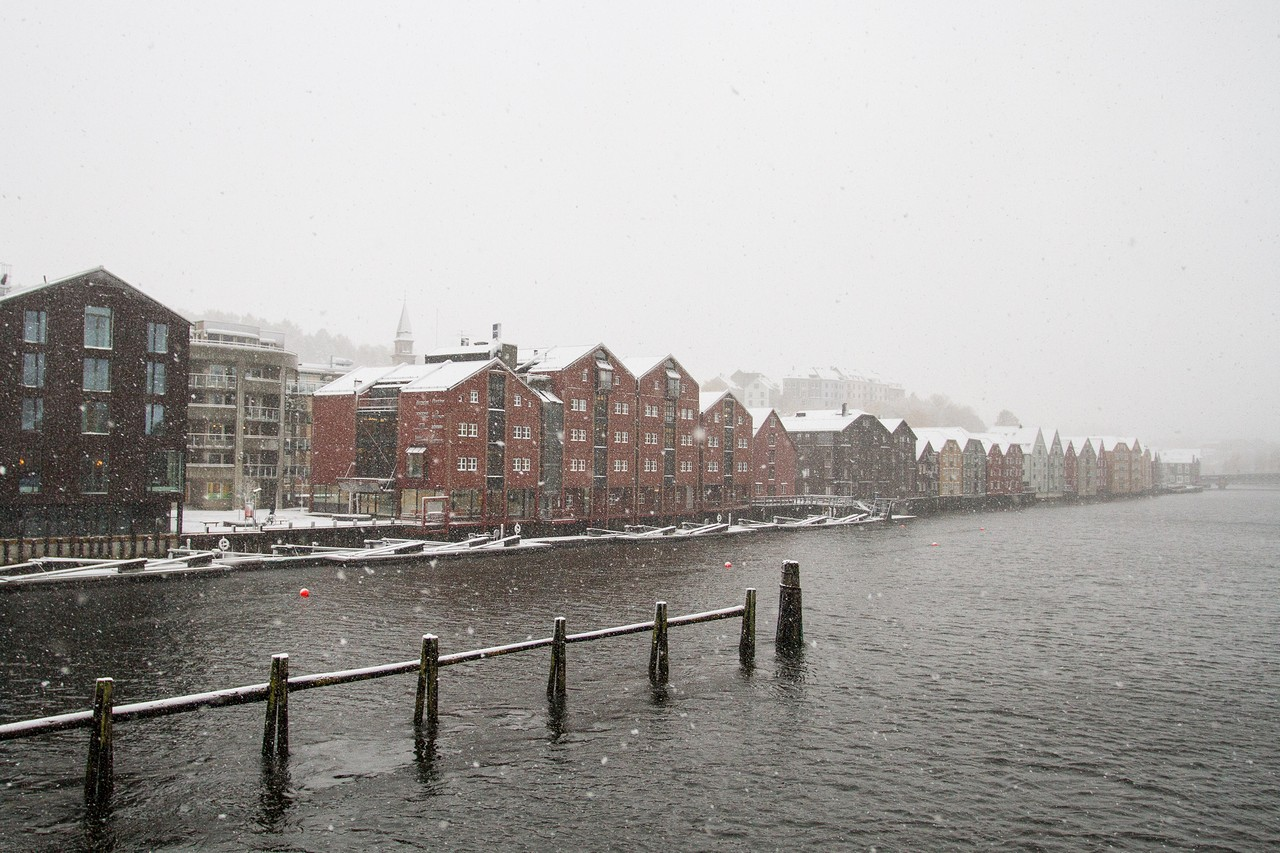
Dia nevado em Trondheim

O clima de Trondheim é continental de verão fresco, com uma temperatura média anual de 4,4°C e 1 123mm de pluviosidade. Anualmente, a temperatura varia entre -4°C e 18°C, raramente inferior a -13°C ou superior a 25°C. O inverno é frio e nublado, podendo haver períodos mais amenos e mais frios. Nos períodos amenos, que ocorrem quando a corrente atlântica prevalce, a temperatura chega a ser superior a zero graus Celsius, sendo um período ventoso e chuvoso. O período frio é caracterizado por temperaturas abaixo de zero e neve abundante. Na noite mais fria do ano a temperatura pode chegar a -20°C, já chegando a -26°C, em janeiro de 1979. O verão é moderado, sendo caracterizado por longos dias e chuvas relativamente frequentes. Há períodos chuvosos e frios, quando as temperaturas médias máximas não passam dos 15°C, períodos sem chuva, com temperaturas médias acima de 20°C e períodos de calor curtos, nos quais a temperatura pode chegar a 30°C. Em junho de 2020, a temperatura chegou a 34,3°C, e em julho de 2019 houve temperaturas de mais de 30°C por mais de seis dias.
Os meses mais chuvosos são setembro (107mm), agosto (106mm) e dezembro (104mm) e os menos chuvosos são abril (72mm), maio (76mm) e novembro (84mm). Há uma média de 12 dias chuvosos em janeiro, março, maio, junho, agosto e dezembro, 11 em fevereiro, abril, julho, setembro e outubro e 10 em novembro. Os meses com mais dias de geada são janeiro (28,6), dezembro (27,4) e março (27) e os com menos dias de geada são julho e agosto (nenhum dia), junho (0,1) e setembro (1,4). Os meses com mais dias de neve são janeiro (10,1), dezembro (9) e fevereiro (8,9) e os com menos são junho, julho, agosto e setembro (nenhum dia).

### Natureza e meio ambiente

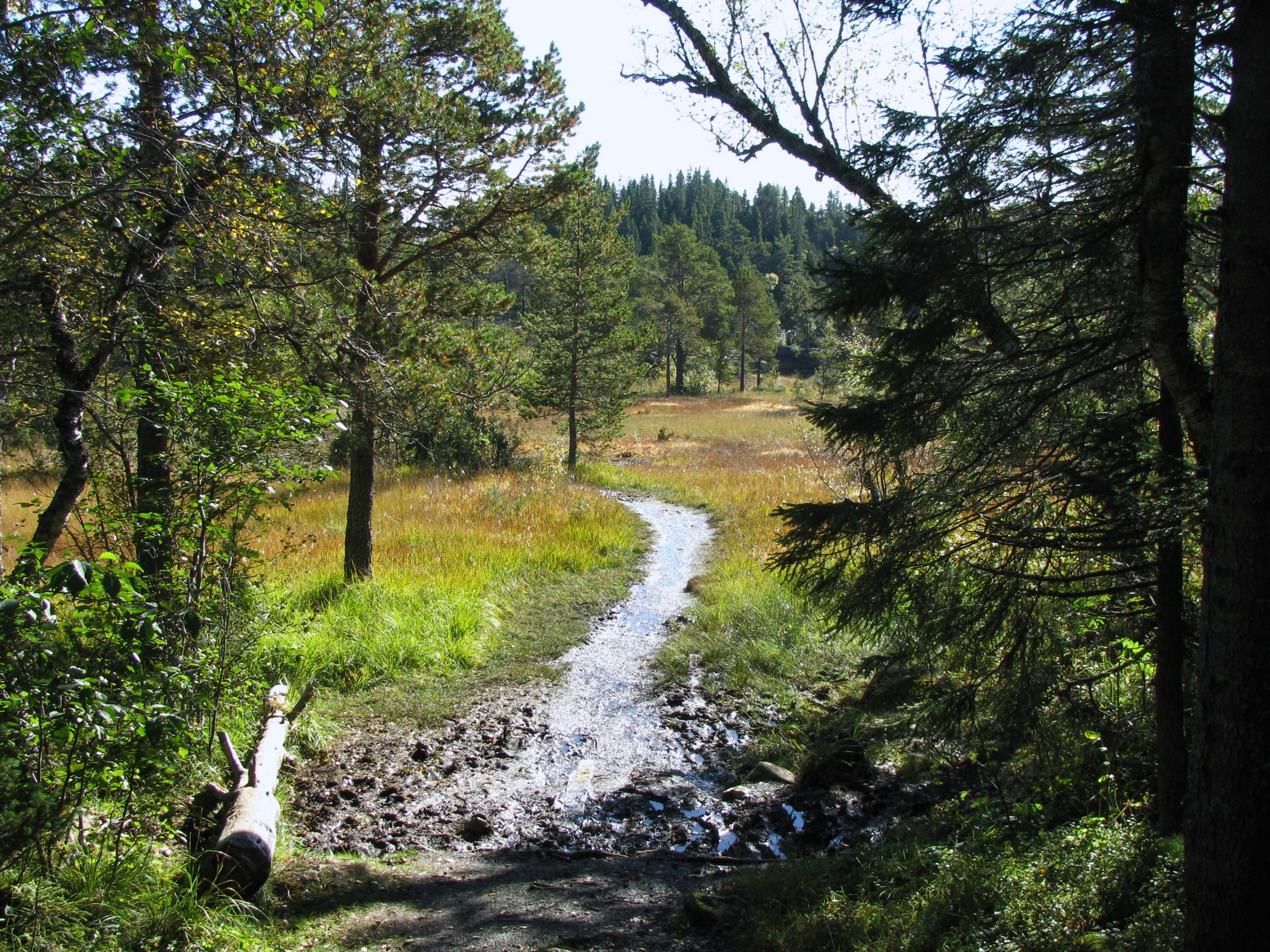
Parque e reserva natural de Bymarka, em Trondheim

Trondheim tem vários habitats de pantanal, um desses sendo o Gaulosen. No mesmo é possível encontrar uma torre de observação com informações sobre os pássaros que podem ser vistos. Mesmo sendo a terceira maior cidade da Noruega, é possível ver animais selvagens na cidade. Não é incomum ver texugos ou raposas. Renas e alces são comuns nas colinas em volta da cidade, podendo andar pela cidade durante o inverno e primavera. Castores e lontras são comuns no rio Nidelva e no parque e reserva natural de Bymarka. Em 1 de fevereiro de 2002, foi descoberto que havia um lobo vivendo em Bymarka.
Bymarka está localizado na península entre Gaulosen e Trondheimsfjorden. A área total é de 82 quilômetros quadrados, dos quais 32 são propriedade da municipalidade de Trondheim, 40 são propriedade privada e o resto é de propriedade do governo norueguês. A área é florestada e acidentada. Há 12 picos com mais de 400 metros de altitude, sendo os mais altos Storheia (566m), Gråkallen (552m) e Bosbergheia (537m). A reserva natural de Bymarka estende-se por 12 quilômetros quadrados, localizada a oeste de Gråkallen e Skjellbreia. A área tem uma grande variação de topografia e vegetação.

### Demografia
No primeiro quarto de 2021, Trondheim tinha uma população de 208 281 habitantes, sendo estimado que até 2030 a população atingirá 221 934 habitantes, e até 2050, 238 720. Em 2020, 2 115 pessoas nasceram e 1 166 morreram, caracterizando um crescimento populacional positivo. No mesmo ano, houve uma taxa migratória positiva, de 1 484 pessoas. O crescimento populacional do primeiro quarto de 2021 foi de 686 habitantes. A faixa etária mais comum é de jovens entre 25-29 anos, com 19 535 identificando-se nela, dos quais 10 467 homens e 9 068 mulheres. A faxa etária menos comum é a de pessoas com 100 anos ou mais, havendo apenas 22 mulheres nela.
Os países de origem de imigrantes mais comuns são Polônia (3 039), Eritreia (1 378), Alemanha (1 322), Suécia (1 291), Somália (1 082), Vietnã (1 051), Iraque (1 030), Lituânia (983), Filipinas (624) e Paquistão (287). 67,1% da população é parte da Igreja da Noruega, enquanto 10,2% identificam-se com outras fés ou denominações.

## Paisagem urbana
A maior parte da área central da cidade de Trondheim está repleta de pequenas lojas especializadas, no entanto uma parte considerável da área comercial da cidade está concentrada em torno das ruas Nordre gate, Olav Tryggvasons gate e Thomas Angells gate, embora o resto do centro da cidade também está repleto de empresas bem estabelecidas e lojas da moda. Em meados da década de 1990, a área em torno do dique seco e edifícios de construção naval do Trondhjems mekaniske Værksted, extinta empresa de construção naval no Nedre Elvehavn foram reformados e antigos edifícios industriais foram derrubados para dar lugar a condomínios. Um shopping também foi construído, conhecido como Solsiden. Esta é uma área residencial e comercial, especialmente para os jovens.
DORA 1 é uma base de submarinos alemães que abrigava a 13. Unterseebootsflottille, durante a ocupação da II Guerra Mundial na Noruega. Hoje o bunker abriga vários arquivos, entre eles os arquivos da cidade, da universidade e arquivos do Estado. Mais recentemente, DORA 1 tem sido utilizado como local de concertos.
A fortaleza de Kristiansten em norueguês: Kristiansten Festning , construído em 1681-1684, está localizado em uma colina a leste de Trondheim. Ele repeliu os invasores suecos em 1718, mas foi desativada em 1816 pelo príncipe regente Carlos III João.
Uma estátua de Olavo I, o fundador de Trondheim, está localizado na praça central da cidade, montado em cima de um obelisco. A base de estátua é também um relógio de sol, mas é calibrado para UTC+1 de modo que a leitura é imprecisa por uma hora no verão.
A ilhota de Munkholmen é uma popular atração turística e local de recreação. A ilhota já serviu como um local de execução, um mosteiro, uma fortaleza, prisão, e uma estação de arma anti-aérea durante a II Guerra Mundial.
Stiftsgården é a residência real em Trondheim, construído originalmente em 1774 por Christine Cecilie Scholler. Possui 140 salas que constituem 4 000 metros quadrados e é possivelmente o maior edifício de madeira no norte da Europa, e tem sido usado por membros da realeza e os seus hóspedes desde 1800.
Uma estátua de Leif Ericson está localizado à beira-mar, perto do antigo edifício da alfândega, as instalações de navio de cruzeiro e o nova piscina. A estátua é uma réplica, o original a ser localizado em um porto de Seattle.

### Catedral de Nidaros
A Catedral de Nidaros e o Palácio do Arcebispo estão localizados lado a lado no meio do centro da cidade. A catedral, construída a partir de 1070, é o mais importante monumento gótico na Noruega e era o local de peregrinação cristã mais importante do norte da Europa durante a Idade Média. Hoje, é a catedral medieval mais setentrional do mundo e a segundo maior na Escandinávia.
Durante a Idade Média, e novamente após a independência, a Catedral de Nidaros era a igreja da coroação dos reis noruegueses. O rei Haakon VII foi o último monarca a ser coroado ali, em 1906. Começando com o rei Olavo V em 1957, a coroação foi substituída pela consagração. Em 1991, o atual rei Haroldo V e a rainha Sónia foram consagrados na catedral. Em 24 de maio de 2002, sua filha, a Marta Luísa se casou com o escritor Ari Behn, na catedral.

## Transporte
Trondheim possui um aeroporto internacional, o Aeroporto de Trondheim, situado em Stjørdal, que é o quarto maior aeroporto do país em termos de tráfego de passageiros. Værnes tem conexões para cidades como Londres, Amsterdã, Frankfurt e Berlim.

## Esporte
Trondheim é a casa do Rosenborg, clube da primeira divisão local e que manda seus jogos no Lekendal Stadion. O clube já venceu a liga norueguesa 22 vezes entre 1967 e 2010, tendo já participado diversas vezes da Liga dos Campeões da Europa.
Outros times importantes são o Byåsen IL, que joga na liga feminina de handball e o Rosenborg IHK, que joga na liga de hockey no gelo.

## Cidades-irmãs
Trondheim é cidade-irmã das seguintes cidades:
| - Darmstadt, Alemanha (since 1968) - Dunfermline, Escócia, (since 1945) - Graz, Áustria (since 1964) - Kópavogur, Islândia (since 1946) - Östersund, Suécia(since 1946) | - Norrköping, Suécia (since 1946) - Klaksvík, Ilhas Faroé - Odense, Dinamarca (since 1946) - Petah Tikva, Israel (since 1975) - Ramala, Palestina (since 2004) | - Split, Croácia (since 1956) - Tampere/Tammerfors, Finlândia (since 1946) - Tiraspol, Transnístria (since 1987) - Vallejo, Califórnia, Estados Unidos (since 1956) |